# Áncora de paletas

Esquema del funcionamiento de un áncora de paletas

El áncora de paletas es un componente del escape de palanca, un tipo de dispositivo regulador utilizado en relojes mecánicos. La horquilla y la palanca que forman el áncora constituyen un componente que se encuentra situado entre la rueda de escape y el volante regulador. Su propósito es controlar la rueda de escape, dejando que avance un diente en cada giro del volante, y dándole a su vez pequeños impulsos para que siga funcionando.

## Características

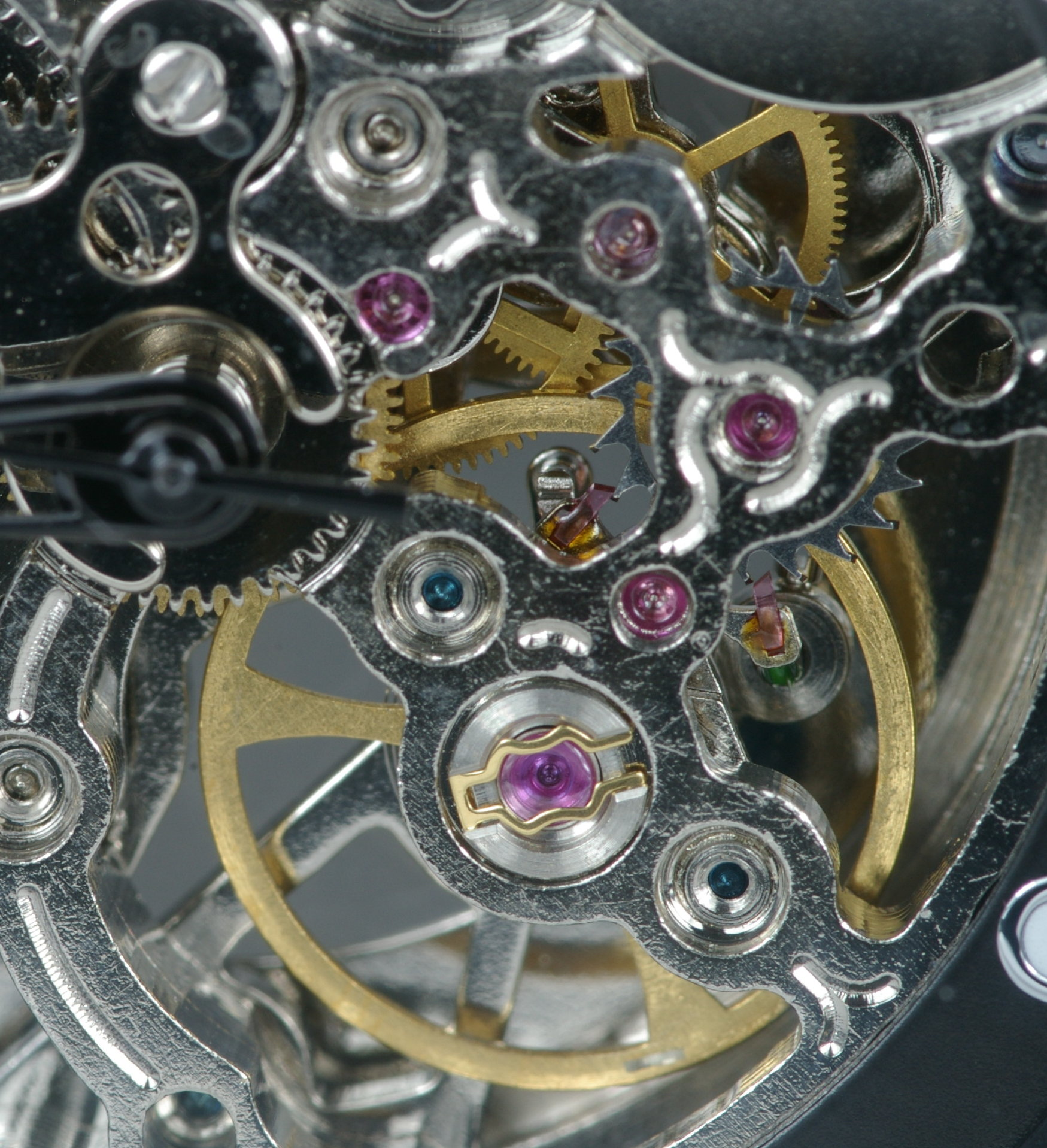
El áncora está colocada por encima del volante en este movimiento de reloj

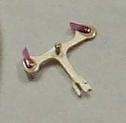
Áncora con paletas de rubí (piezas de color rosa)

Componentes de un escape de palanca

En los primeros relojes, los brazos del áncora y la palanca se fabricaban como componentes separados, aunque posteriormente pasaron a ser una única pieza. El componente combinado a menudo se denomina simplemente "áncora". En un escape tipo suizo en línea recta, el áncora tiene forma de 'T' o de ancla, de donde recibe su nombre. La pieza gira sobre su centro, balanceándose a la izquierda y a la derecha. En los brazos de la 'T' se sitúan unas piezas en ángulo llamadas paletas, donde se enganchan alternativamente los dientes de la rueda de escape. El eje central del áncora termina en forma de horquilla, que es la parte del áncora que impulsa el volante, un disco descentrado respecto a su eje de giro. Para reducir la fricción, las paletas están fabricadas con rubíes de joyería tallados con gran precisión. La paleta con la que los dientes entran en contacto en primer lugar se llama paleta de entrada, mientras que la otra se llama paleta de salida.
Debajo de la horquilla se sitúa un pasador de protección saliente, que funciona como un rodillo de seguridad, separado del eje de equilibrio. En situación normal no tiene función alguna, pero su propósito es asegurar que la horquilla esté en la posición correcta para recibir el impulso si una sacudida del reloj 'desbloquea' prematuramente la palanca de la rueda de escape.
Los relojes despertadores mecánicos y los temporizadores de cocina utilizan una forma menos precisa de áncora, en la que pasadores de metal verticales sustituyen a las paletas de rubí. Este mecanismo se denomina Roskopf o escape de pasadores, un diseño se utilizó mucho en relojes baratos.